# 小川芳男
小川 芳男（おがわ よしお、1908年10月15日 ‐ 1990年7月31日）は、日本の英語学者。東京外国語大学名誉教授。神田外語大学初代学長。日本語教育学会初代会長。

## 経歴
岡山県生まれ。東京外国語学校英語科卒。戦後、東京外国語大学助教授、1955年教授、1961年学長。NHKラジオ「基礎英語」を長く担当した。
1972年、中央教育審議会の委員に就任。1977年初代日本語教育学会副会長。

## 主義・主張
発音を重視した英語教授法を広めた人物として一般に知られている。英語教育においては「語学の学習は根本的には誤りをおかさせないようにすることが大切である。（中略）間違ったことは、耳にも聞かせず口にも発音させず目にも見せず手でも書かせないようにしなければならない（中略）たとえば生徒に英語を音読させる場合でも最後まで黙って聞いていてそれから強制するのではなく、間違いを犯した場合はただちにその場で矯正するようにしなければならない」という考えを一般に広めている。一方では『よくわかる英文法』をはじめとして自身が出版した入門書は、極力項目を減らして、説明を丁寧にしてある。

## 著書
- 英文広告の書き方及び広告文 実用英語会話学院出版部 1947
- 新制中学英語教育の実際 日本放送出版協会 1948
- 正しい基礎英語の学び方 日本放送出版協会 1948
- 英語の話題133 トッパン 1949
- ラジオ英語質問箱 トッパン 1949
- 詳解基礎英語 上卷 日本放送出版協会 1950
- 英語の教え方 中学3年 目黒書店 1951
- 学生英文法ノート 有精堂出版 1951
- 図解英語小発音学 有精堂出版 1955
- 英語の能率的勉強法 旺文社 1957 (学生ライブラリー)
- 巷の英語 1-3 1958-62 (大学書林語学文庫)
- 就職受験英文解釈 有精堂出版 1958
- 英語の手紙と日記 研究社 1961.6 (中学英語ブックス)
- 英語教育法 国土社 1963
- 外来語パトロール その生い立ちとロマンス 日本評論新社 1963
- これからの英語教育 国土社 1965
- 英語の背景 岩崎書店 1966 (英語ライブラリー)
- 語源活用英単語集 有精堂出版 1969
- 英語の教え方学び方 国土社 1974
- 英語教育を考える 日本放送出版協会 1978.3
- 英語に生きる 英潮社出版 1978.4
- 私はこうして英語を学んだ ティビーエス・ブリタニカ 1979.2 (私の現代史シリーズ)
- 話せるだけが英語じゃない 学校英語の活用法 サイマル出版会 1981.5
- 英語の教えかた 50年の経験から サイマル出版会 1982.9
- 英語交遊録 三省堂 1983.11
- 英語随想 佐野学園神田外語大学 1987.5

## 共編著
- グリーニングズ・オヴ・ヴェァリアス・ライターズ 大沢衛共編 開隆堂書店 1937.4
- 基礎英語講座 J・A・サージェント 開発社 1948
- 英作文入門 J・A・サージェント 旺文社 1948
- 英語入門 J・A・サージェント 旺文社 1948
- アメリカ少女からの手紙 小高順治共著 開發社 1948.10
- 英文手紙の書き方 J・A・サージェント 旺文社 1949
- 英語会話  日本放送出版協会 1950
- 英文法入門 J・A・サージェント 旺文社 1950
- 語源本位英單語活用辞典 有精堂出版 1951
- 米英会話入門 J・A・サージェント 旺文社 1952
- 和文英譯の實際的研究 大橋榮三 要書房 1952
- 英文解釋の實際的研究 大橋榮三 要書房 1952
- 高等英文法 上野伊栄太共著 有精堂出版 1953
- 英文法の實際的研究 大橋榮三 要書房 1953
- 英語演説の仕方 J・A・サージェント,J.B.ハリス 旺文社 1956
- 英語教授法展望 研究社編集部,山家保共編 研究社出版 1959 (英語科ハンドブックス)
- ハンディ語源英和辞典 有精堂出版 1961.2
- 中学英語の系統的学力診断法 辰見敏夫共編 国土社 1962
- 英会話による英作文 尾野秀一,マクヴィティ・ジョン 大学書林 1962
- My English readings for senior high school 1 小山田義文,斎藤次郎 旺文社 1963.5
- おぼえるための英語入門辞典 赤尾好夫,J.B.ハリス 旺文社 1963.4
- 英語教授法辞典 三省堂 1964
- 仏-英-日会話 L.マレスコ,J.B.ハリス 旺文社 1964 (国際会話シリーズ)
- 独-英-日会話 W.シュルテ,J.B.ハリス 旺文社 1964 (国際会話シリーズ)
- 英-日会話 J.B.ハリス 旺文社 1964 (国際会話シリーズ)
- 伊-英-日会話 M.リケボノ,J.B.ハリス 旺文社 1965 (国際会話シリーズ)
- 葡-英-日会話 J.ピント,J.B.ハリス 旺文社 1965 (国際会話シリーズ
- 西-英-日会話 J.ムニオス,J.B.ハリス 旺文社 1965 (国際会話シリーズ)
- よくわかる英文解釈 赤尾好夫,J.B.ハリス 旺文社 1965.3
- よくわかる英作文 赤尾好夫,J.B.ハリス 旺文社 1966.3
- シニア和英辞典 旺文社 1967.1
- 中学英語学習辞典 正進社 1967.1
- シニア英英辞典 C.L.Colegrove 旺文社 1970
- 中-英-日会話 有馬健之助,J.B.ハリス 旺文社 1972 (国際会話シリーズ)
- 小川芳男編『ウェブスター英英和辞典』日本ブリタニカ、1972年8月1日。ASIN B00H9YRMNS。
- よくわかる英文法  旺文社 1973.1
- 語源を中心とした英単語の力のつけ方 楽しく英単語を覚えよう 前田健三共著 有精堂出版 1976.3
- 英単語物語 その誕生と生いたち 前田健三 有精堂出版 1980.1
- 私の履歴書 文化人 20 日本経済新聞社 1984.7
- 英語教育にロマンを 若林俊輔共編 三省堂 1984.10 (英語教育実践記録 1)
- つまずく生徒とともに 若林俊輔共編 三省堂 1984.10 (英語教育実践記録 2)
- サンライズ英和辞典 旺文社 1986.11

## 翻訳
- ダンピア航海記 ウィリアム・ダンピア ジョン・メイスフィールド編 岡倉書房 1943
- 困難な状況のもとにおける英語の教え方 マイケル・ウェスト 英潮社 1968
- 言語の実際的研究 ヘンリー・スウィート 英潮社 1969